# Anthony Dod Mantle
Anthony Dod Mantle (Oxford, 14 aprile 1955) è un direttore della fotografia britannico.
Ha vinto l'Oscar alla migliore fotografia e il BAFTA alla migliore fotografia per The Millionaire.

## Filmografia

### Cinema
- Kaj's fødselsdag, regia di Lone Scherfig (1990)
- Die Terroristen!, regia di Philip Gröning (1992)
- Ord, regia di Jens Loftager (1994)
- Menneskedyret, regia di Carsten Rudolf (1995)
- Operation Cobra, regia di Lasse Spang Olsen (1995)
- Velo negro, regia di Arjanne Laan (1996)
- De største helte, regia di Thomas Vinterberg (1996)
- Det store flip, regia di Niels Gråbøl (1997)
- Fredens port, regia di Thomas Stenderup - cortometraggio (1997)
- Nonnebørn, regia di Cæcilia Holbek Trier (1997)
- Tranceformer - A Portrait of Lars von Trier, regia di Stig Björkman e Fredrik von Krusenstjerna (1997)
- Festen - Festa in famiglia (Festen), regia di Thomas Vinterberg (1998)
- Mifune - Dogma 3 (Mifunes sidste sang), regia di Søren Kragh-Jacobsen (1999)
- Bornholms stemme, regia di Lotte Svendsen (1999)
- Julien Donkey-Boy, regia di Harmony Korine (1999)
- Manden med tubaen, regia di Anders Gustafsson  - cortometraggio (2000)
- Strumpet, regia di Danny Boyle (2001) (TV)
- 28 giorni dopo (28 Days Later), regia di Danny Boyle (2002)
- Dogville, regia di Lars von Trier (2003)
- Le forze del destino (It's All About Love), regia di Thomas Vinterberg (2003)
- Krig, regia di Jens Loftager (2003)
- Små skred, regia di Birgitte Stærmose - cortometraggio (2003)
- Millions, regia di Danny Boyle (2004)
- Manderlay, regia di Lars von Trier (2005)
- Dear Wendy, regia di Thomas Vinterberg (2005)
- Brothers of the Head, regia di Keith Fulton e Louis Pepe (2005)
- Sophie, regia di Birgitte Stærmose - cortometraggio (2006)
- L'ultimo re di Scozia (The Last King of Scotland), regia di Kevin Macdonald (2006)
- Istedgade, regia di Birgitte Stærmose (2006)
- Hjemve, regia di Lone Scherfig (2007)
- Riunione di famiglia (En mand kommer hjem), regia di Thomas Vinterberg (2007)
- Trip to Asia - Die Suche nach dem Einklang, regia di Thomas Grube (2008)
- Sveitabrúðkaup, regia di Valdís Óskarsdóttir (2008)
- The Millionaire (Slumdog Millionaire), regia di Danny Boyle (2008)
- Antichrist, regia di Lars von Trier (2009)
- 127 ore (127 Hours), regia di Danny Boyle (2010)
- The Eagle, regia di Kevin Macdonald (2011)
- Dredd - Il giudice dell'apocalisse (Dredd), regia di Pete Travis (2012)
- In trance (Trance), regia di Danny Boyle (2013)
- Rush, regia di Ron Howard (2013)
- Heart of the Sea - Le origini di Moby Dick (In the Heart of the Sea), regia di Ron Howard (2015)
- Il traditore tipo (Our Kind of Traitor), regia di Susanna White (2016)
- Snowden, regia di Oliver Stone (2016)
- T2 Trainspotting, regia di Danny Boyle (2017)
- Per primo hanno ucciso mio padre (First They Killed My Father), regia di Angelina Jolie (2017)
- Kursk, regia di Thomas Vinterberg (2018)
- Radioactive, regia di Marjane Satrapi (2019)
- 28 anni dopo (28 Years Later), regia di Danny Boyle (2025)

### Televisione
- En verdensomsejling under bordet, regia di Maria Walbom - film TV (1999)
- D-dag, regia di Søren Kragh-Jacobsen, Kristian Levring, Thomas Vinterberg e Lars von Trier - film TV (2000)
- Vacuuming Completely Nude in Paradise, regia di Danny Boyle - film TV (2001)
- The Putin Interviews - miniserie TV (2017)
- The Undoing - Le verità non dette (The Undoing) - miniserie TV, 6 puntate (2020)